# 大船站
大船站（日语：／ Ōfuna eki */?）是位於神奈川縣鎌倉市大船一丁目，屬於東日本旅客鐵道（JR東日本）、湘南單軌電車的鐵路車站。JR月台的北半部分與笠間口位於橫濱市榮區笠間一丁目。此站位於鎌倉市與橫濱市的邊界上，雖然遠離兩市的市中心，然而此站仍是鐵路的中心與交通要衝，東口側有站前商業區。

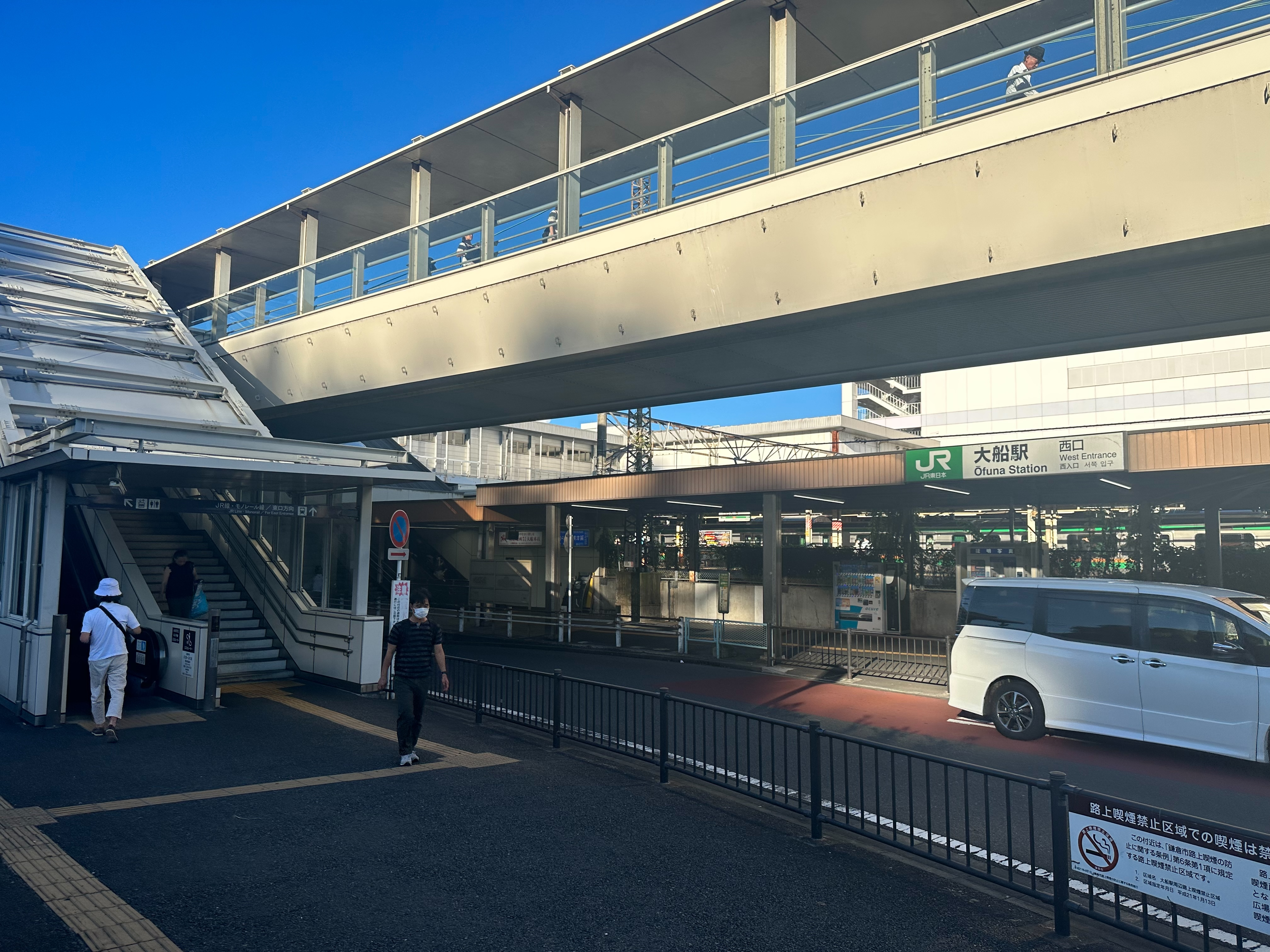
JR車站西口(2023年8月)

## 停站路線
此站有JR東日本的各線（後述）與湘南單軌電車的江之島線停靠。湘南單軌電車江之島線以此站為起點。1966年5月有夢幻交通單軌電車大船線停靠，但在1967年9月停止營運，2003年9月正式廢線。
- JR東日本：各線（後述） - 三字母代碼（日语：3レターコード）「OFN」
- 湘南單軌電車：■江之島線 - 車站編號「SMR1」

JR東日本車站在正式路線名稱上有東海道本線、橫須賀線、根岸線3條路線停靠，其中東海道本線是本站的所屬線。根岸線以本站為終點站，大半列車在橫濱站直通京濱東北線，早晨夜晚有部分班次直通橫濱線。橫須賀線在線路名稱上以本站為起點，但其運轉系統會從本站進入東海道本線橫濱、東京方向的專用線路，比藤澤站方向發出的東海道線列車的停靠站更多。
- 東海道線：直通東海道本線大船站以西藤澤站、小田原站方向的中距離電車（湘南電車）。分為東京站起迄系統，以及經東京站、上野站直通東北本線（宇都宮線）、高崎線的上野東京線兩種運轉系統。 - 車站編號「JT 07」
- 橫須賀線：經東海道本線（經品鶴線），下行列車從本站進入線路名稱上的橫須賀線。上行列車多經由東京站直通總武快速線。 - 車站編號「JO 09」
- 湘南新宿線：經東海道本線（經品鶴線）與新宿站的路線，從戶塚站至西大井站與橫須賀線使用同一線路。東海道線直通高崎線，橫須賀線直通東北本線（宇都宮線）。 - 車站編號「JS 09」
- 根岸線：本站起點經根岸站至橫濱站的近距離電車，從橫濱站與往東海道本線東京站方向的京濱東北線全列車直通運轉。 - 車站編號「JK 01」
- 橫濱線：橫濱線起點雖是東海道本線東神奈川站，但有部分列車從根岸線進入本站。

JR東日本停靠本站的優等列車有連結東京與伊豆的東海道線特急「踴子號」，以及來往成田國際機場的「成田特快」。停靠本站的普通列車有東海道線的通勤快速、快速「Acty」、普通列車，橫須賀線的普通列車，湘南新宿線的特別快速、快速、普通列車，根岸線的快速、各站停車，同時還停靠部分東海道線通勤列車「湘南Liner」。2015年3月改點以前，橫須賀線的「早安Liner逗子」、「Home Liner逗子」也停靠本站。

## 历史
- 1888年（明治21年）11月1日：官設鐵道車站開業。當時為純客運站。
- 1889年（明治22年）6月16日：橫須賀線延伸至橫須賀。
- 1894年（明治27年）5月25日：開始貨物業務。
- 1898年（明治31年）5月16日：大船軒（日语：大船軒）開幕[2]。
- 1917年（大正6年）5月：車站改建[3]
- 1923年（大正12年）9月1日：關東大地震，設施幾乎全毀[4]。
  - 9月10日：由於給水設備全部毀壞，無法向蒸氣機車供水，因此在站內的砂押川橋上放置一輛平車裝載木製水槽與幫浦抽取河水作為臨時給水設備。10月21日給水槽恢復使用[5][4]。
- 1925年（大正15年）
  - 8月2日：站房震災復原工程竣工[3]。
  - 10月：連結站房、各月台、A口（東口）的跨線橋竣工。長91.1公尺。1958年時仍在使用[3]。
  - 11月15日：A口開業[3]。
- 1944年（昭和19年）3月1日：田立構内完成[3]。
- 1947年（昭和22年）1月：從南部構內分岐的大井工機部大船分工場（之後的大船工場（日语：東日本旅客鉄道大船工場））專用線啟用[3]。
- 1950年（昭和25年）
  - 1月：為配合東海道線運行電車，提高月台地面[3]。
  - 9月：A口改建竣工[3]。
  - 12月25日：大船PX（舊第1海軍燃料廠（日语：第1海軍燃料廠））專用線啟用。
    - 朝鮮戰爭時，1日貨車總裝卸量達100輛，但1958年1日僅剩2輛[3]。
- 1955年（昭和30年）10月5日：從田立構內9號線分出的東洋高壓專用線啟用，實線長度61公尺，有效長度35公尺。
- 1958年（昭和33年）3月30日：連結全（第1～3）月台的跨線橋竣工，4月1日啟用。長32工尺[3]。
- 1966年（昭和41年）5月2日：Dreamland單軌電車大船線（日语：ドリーム開発ドリームランド線）開業。
- 1967年（昭和42年）9月24日：Dreamland單軌電車大船線停止營業。（2003年正式廢除）
- 1968年（昭和43年）6月16日：橫須賀線電車爆破事件（日语：横須賀線電車爆破事件）。
- 1970年（昭和45年）3月7日：湘南單軌電車江之島線開業。
- 1971年（昭和46年）4月1日：跨站式站房完工式[2]。
- 1972年（昭和47年）8月24日：國鐵停止本站貨物業務。但是住友電工橫濱製作所與住友水泥（日语：住友セメント）貯倉的專用線貨運業務持續由湘南貨物站（日语：湘南貨物駅）處理至1984年為止。
- 1973年（昭和48年）4月9日：根岸線從洋光台延伸至本站。
- 1980年（昭和55年）10月1日：東京 - 大船間的東海道線與橫須賀線分離運轉（SM分離）。
- 1984年（昭和59年）：住友電工專用線、住友水泥專用線廢止。
- 1986年（昭和61年）11月1日：國鐵停止行李業務。
- 1987年（昭和62年）4月1日：國鐵分割民營化，國鐵站區由JR東日本繼承。
- 2001年（平成13年）11月18日：IC卡Suica啟用。
- 2006年（平成18年）
  - 2月2日：新設北剪票口與笠間口。Dila大船（日语：Dila）第1期開幕。
  - 3月31日：大船工場專用線廢止。
  - 7月19日：Dila大船第2期開幕。
  - 9月9日：Dila大船第3期開幕。
- 2007年（平成19年）4月9日：Dila大船第4期開幕。Dila大船全面開幕。
- 2011年（平成23年）9月1日：西口行人空中地盤啟用。
- 2016年（平成28年）12月5日：Dila大船改建，以atre大船重新開幕。
- 2018年（平成30年）4月1日：湘南單軌電車導入IC卡PASMO。
- 2020年（令和2年）3月31日：VIEW PLAZA閉店。

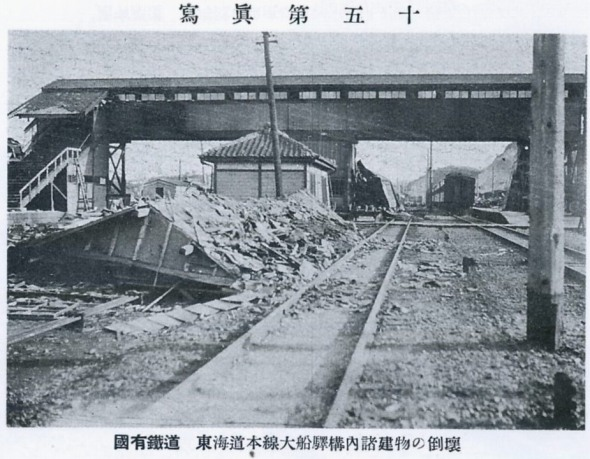
關東大地震後的站內
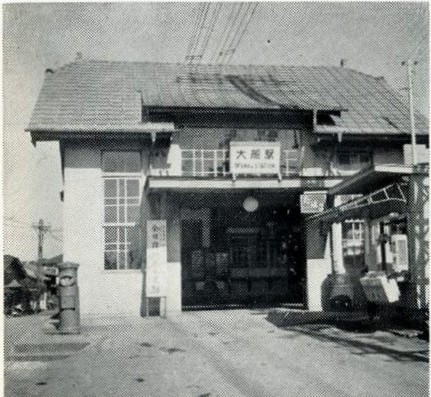
1958年的站房（1925年竣工）
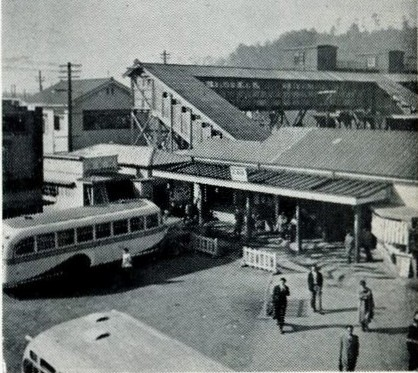
1958年的東口
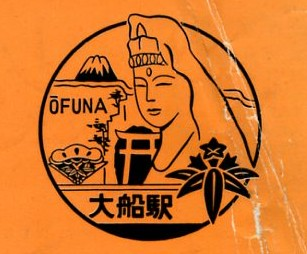
1958年11月1日，大船站70周年紀念的車站紀念章。圖案包含了大船觀音（日语：大船観音寺）、鎌倉市章、松竹大船攝影所標誌、瑜伽洞（日语：瑜伽洞）（田谷的洞窟）與鳥居。
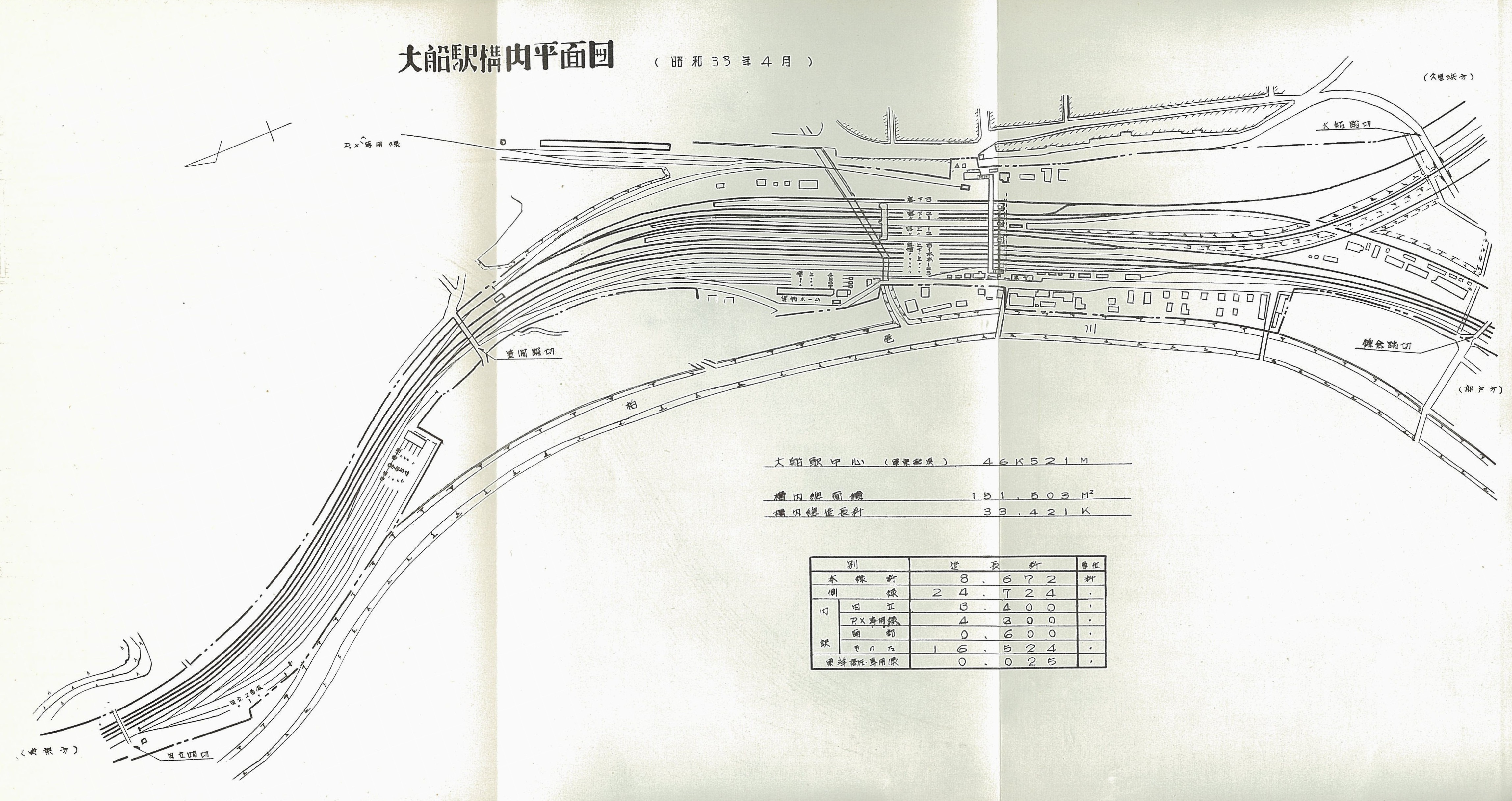
站內配線圖（1958年4月）

## 車站構造

### JR東日本
本站為島式月台5面10線的地面車站。藤澤側與戶塚側都有跨站式站房，兩站房之間有付費區通道連結。兩站房之間的砂押川為市界，藤澤側的車站所在地為鎌倉市，戶塚側為橫濱市榮區，但站長室一直是位於鎌倉市側的站房，因此本站是被視為是鎌倉市的車站，不在特定都區市內的「橫濱市內」。
藤澤側的站房有南剪票口，出口分為東口與西口。車站大樓內與車站大樓旁的通道都可通往湘南單軌電車車站。本站為直營站（配置站長），作為管理站管理洋光台站 - 本鄉台站。站房內設有綠色窗口、VIEW PLAZA。
戶塚側站房有北檢票口，出口為笠間口。此站房是在榮區居民的請願下所建，2006年2月2日啟用。站房內有指定券售票機。2007年1月29日於剪票口旁開設榮區的證明書發行櫃台，但已於2010年關閉。
站內商場「atre大船」（舊「Dila大船」）在2006年2月2日新設北檢票口與笠間口時先行開幕第1期9店鋪（ATM除外），接著7月19日第2期「FOOD SQUARE」9店鋪開幕，9月9日第3期4店鋪開幕，2007年4月9日南剪票口的第4期3店鋪開幕，此時商店面積約1390平方公尺，共25店。2016年12月5日以「atre大船」重新開幕。
北剪票口側有電梯與電扶梯通往所有月台。而在整備北剪票口時，南檢票口側也在已有電扶梯的3、4號線月台以外各月台增設電扶梯。因此全部月台南北兩側皆有電扶梯可通往兩側站房。
本站是JR東日本唯一在大廳使用可顯示十班車次的全彩LED列車資訊顯示器的車站。該顯示器依據發車時間列出東海道線、橫須賀線、湘南新宿線橫濱方向列車的停靠站。

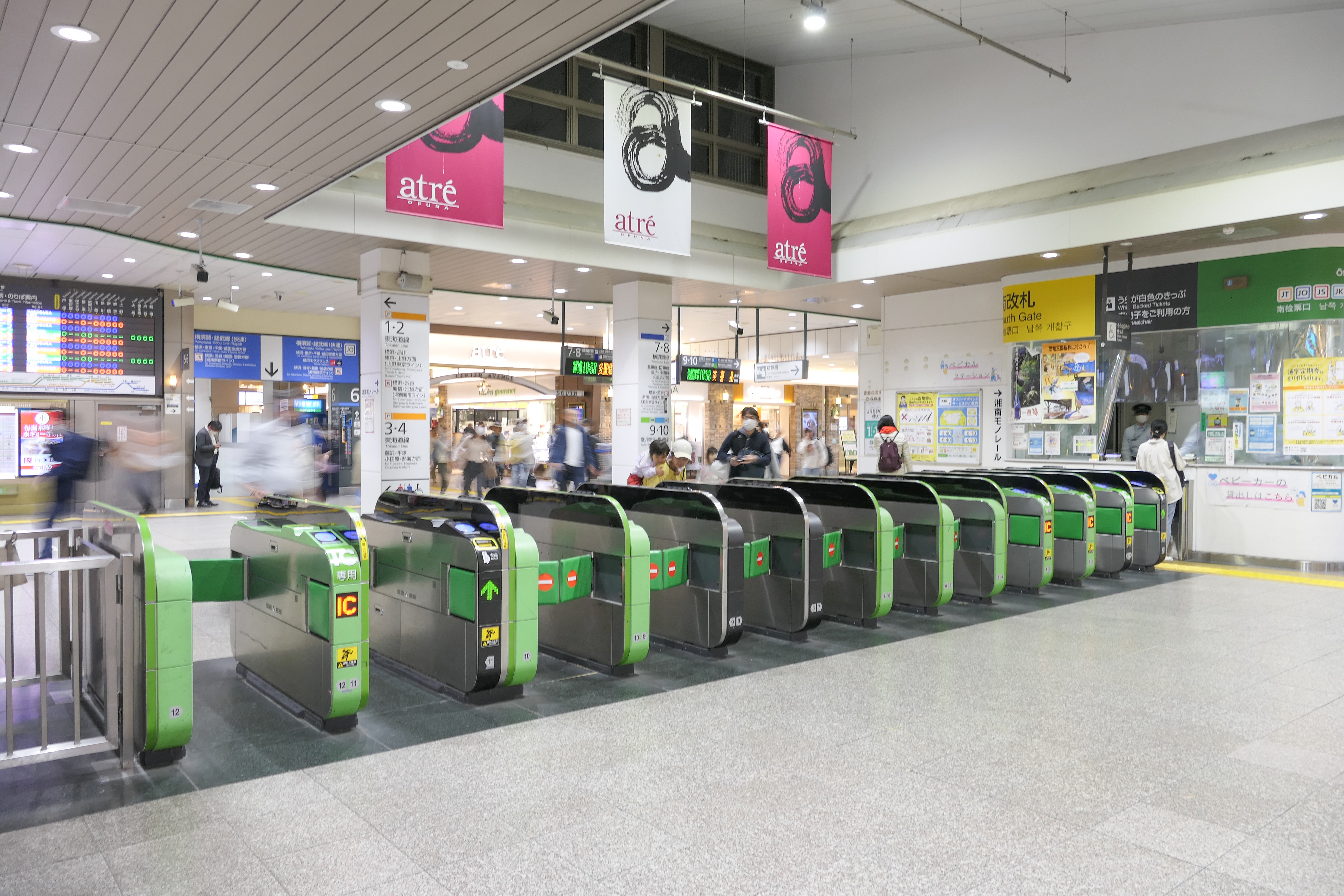
南驗票口（2024年5月）

#### 月台配置

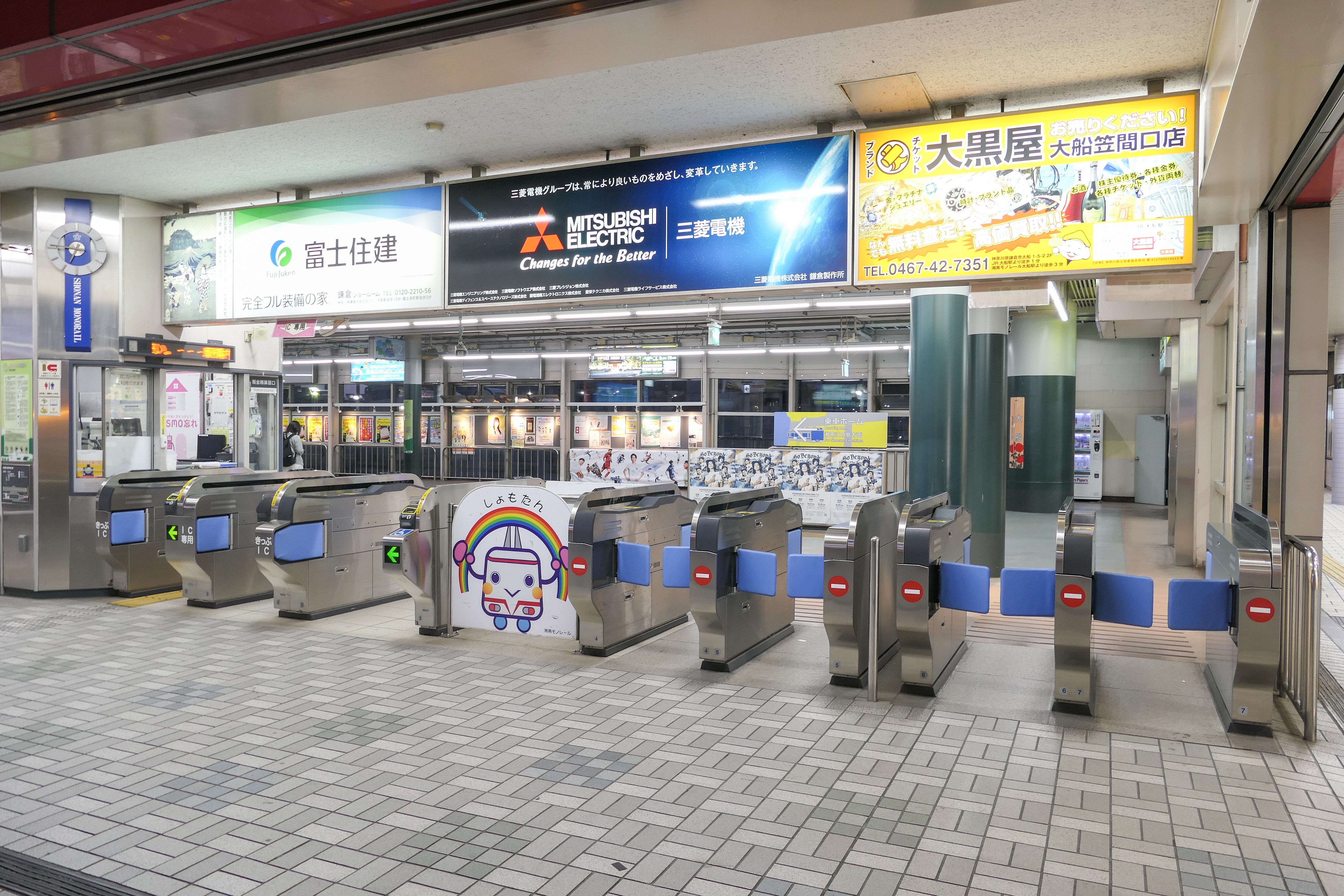
驗票口（2024年5月）
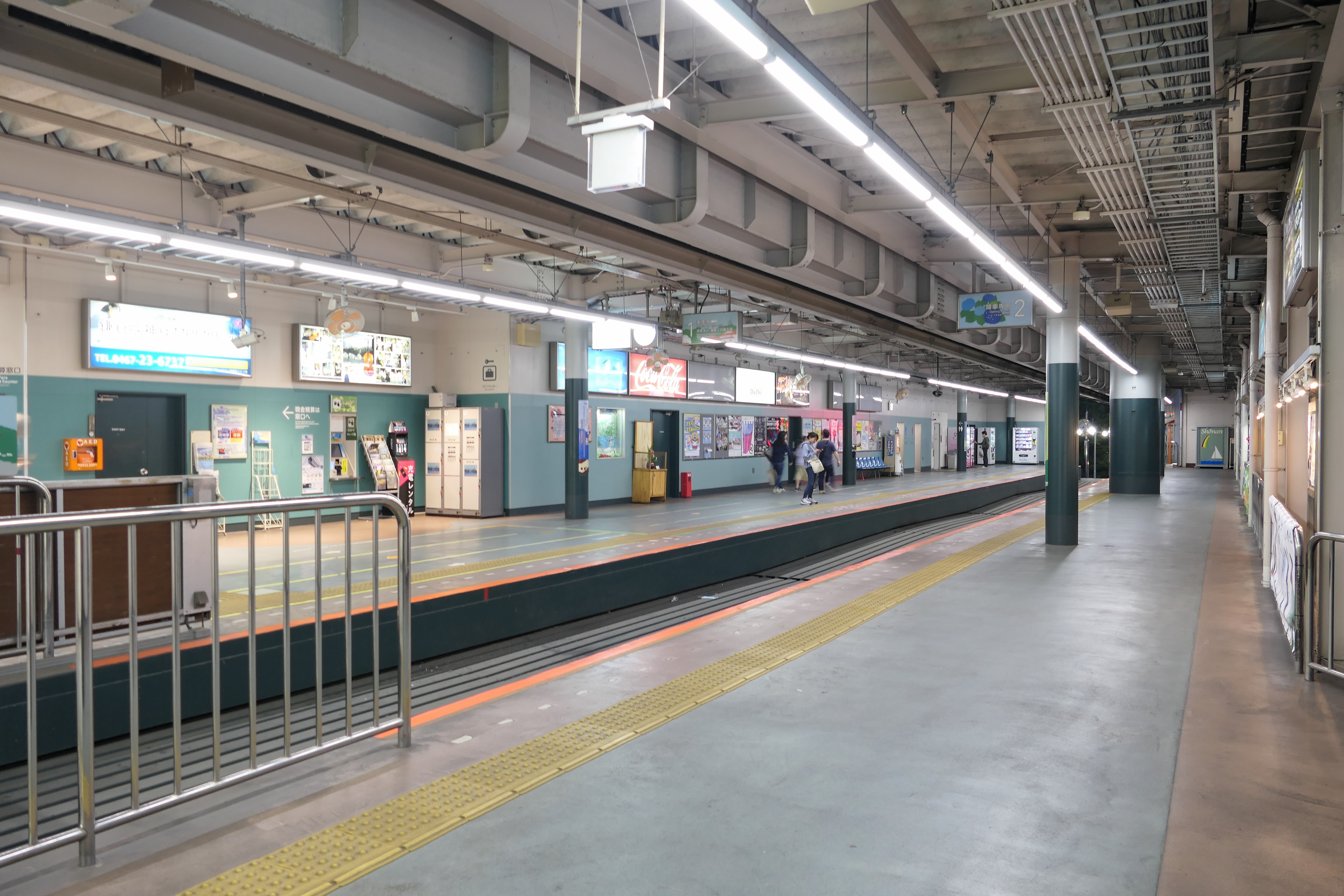
月台（2024年5月）

| 月台  | 路線                  | 方向 | 目的地                                            | 備註                                  |
| ----- | --------------------- | ---- | ------------------------------------------------- | ------------------------------------- |
| 1、2  | 東海道線              | 上行 | 橫濱、品川、東京、上野方向 （上野東京線）         |                                       |
| 1、2  | 湘南新宿線            | 北行 | 橫濱、澀谷、新宿方向                              |                                       |
| 3、4  | 東海道線              | 下行 | 藤澤、平塚、小田原、熱海方向                      |                                       |
| 5、6  | 橫須賀·總武線（快速） | 上行 | 橫濱、東京、千葉、 成田機場方向 特急 「成田特快」 | 此站始發的部分列車於7號月台開出       |
| 5、6  | 湘南新宿線            | 北行 | 橫濱、澀谷、新宿方向                              | 部分在7號月台開出                     |
| 7、8  | 橫須賀線              | 下行 | 鎌倉、逗子、橫須賀、久里濱方向                    | 8號線供逗子方向發至本站終停的列車停靠 |
| 9、10 | 根岸線                | 上行 | 關內、櫻木町、上野、大宮方向                      |                                       |
| 9、10 | 橫濱線                | -    | 新橫濱、町田、八王子方向                          |                                       |

（來源：JR東日本:車站構內圖（页面存档备份，存于））
- 東海道線的本線是2號線與3號線，橫須賀線的本線是5號線與8號線。
- 1、2號線平日早晨尖峰時刻的多數列車採交互停車。
- 1、2號線的湘南新宿線（高崎線直通）與往新宿、池袋方向的特急在戶塚站前方轉入橫須賀線線路。
- 湘南新宿線（宇都宮線直通）除了使用5、6號線，部分列車會在7號線發車。另外，當誤點時，直通東海道線的湘南新宿線（快速、特別快速）會在本站折返回新宿、高崎線方向，此時列車會使用6、7號線。

- 部分「湘南Liner」停靠本站。上行「湘南Liner」多行駛於本站沒有月台的貨物線，因此停車的紙影2號、14號。另外，下行的「Home Liner小田原」與上行「早安Liner新宿」全部列車都行駛於貨物線，因此不停本站。下行湘南Liner除了1號以外全部停車，並從本站開始更改車種為「快速」。
- 逗子站起迄的甲種輸送列車與臨時列車等，以及根岸線與橫須賀線直通列車會使用10號線。1998年5月2日至2008年3月9日有橫濱線與逗子站直通的列車班次。
- 東海道線月台1 - 4號線的綠色車廂停車位置資訊看板很少使用『湘南電車』的名稱，現在的表示為「綠色車廂（湘南電車）在此停靠」。另須注意的是英文不是寫作「Shōnan Train」，而是寫作「Tōkaidō Local Line」。
- 東海道線與橫須賀線分離運轉（SM分離）以前不是使用現在的1、2號線月台，當時的東海道線上行使用現在的3、4號線，東海道線下行使用現在的6、7號線。橫須賀線、根岸線使用的月台與現在相同。也因此，6、7號線可轉入東海道線的藤澤方向。現在，從國府津車輛中心（日语：国府津車両センター）等回送至本站往橫須賀線方向的臨時列車等仍會使用此線路。2004年成田特快延駛至東海道線小田原站時，也利用該線路從藤澤側轉入東海道線旅客線。

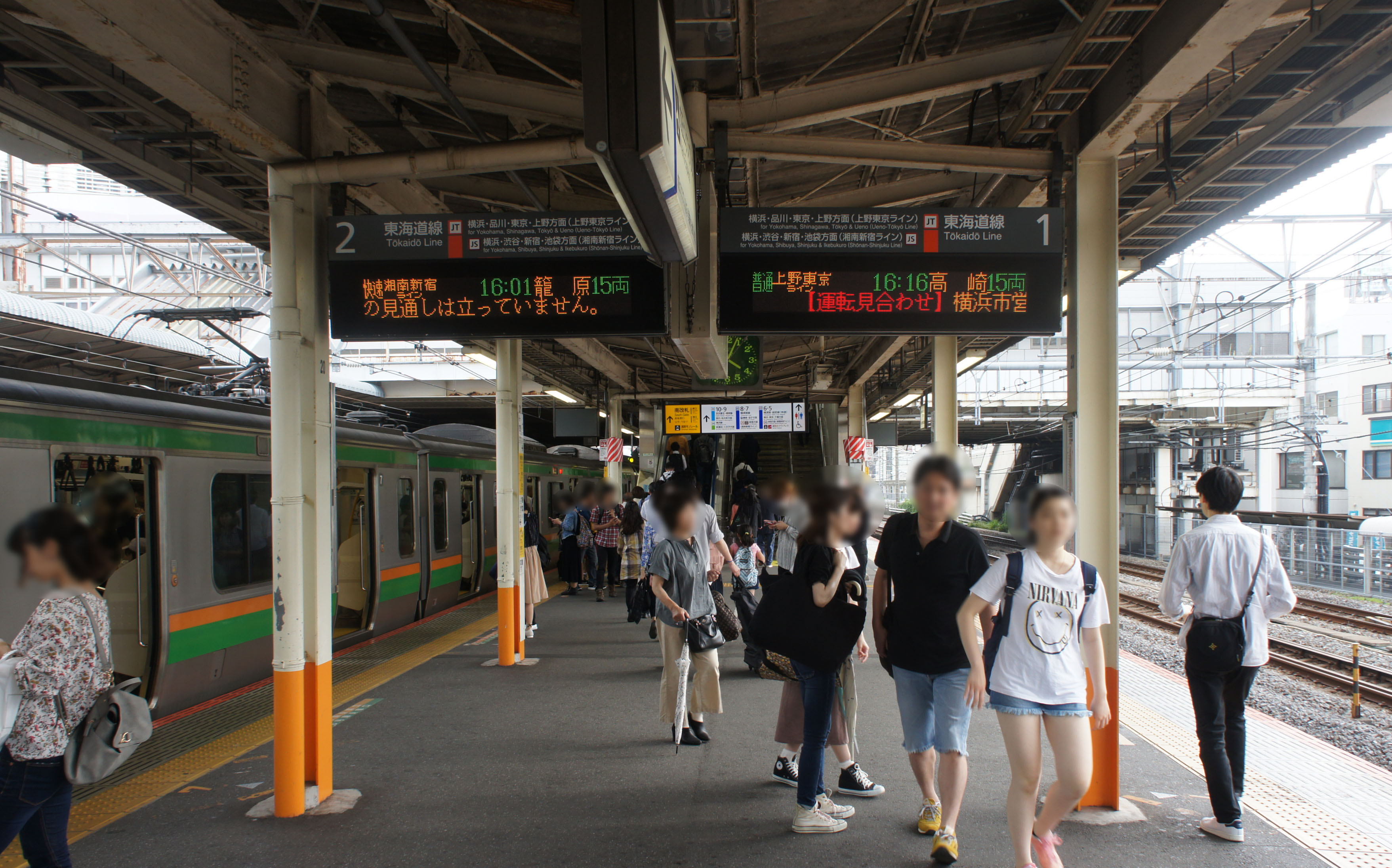
1號與2號月台（2019年6月）
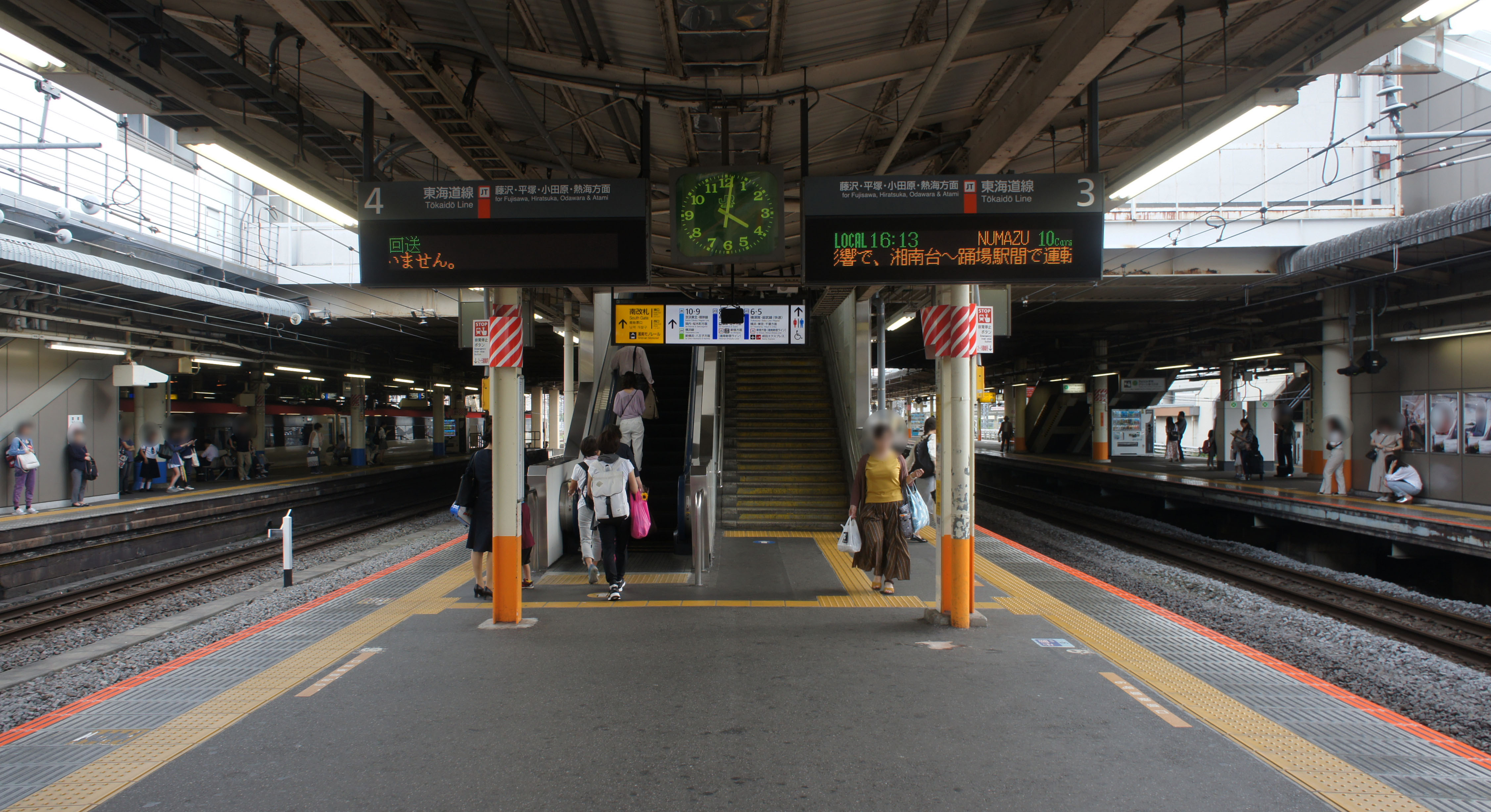
3號與4號月台（2019年6月）
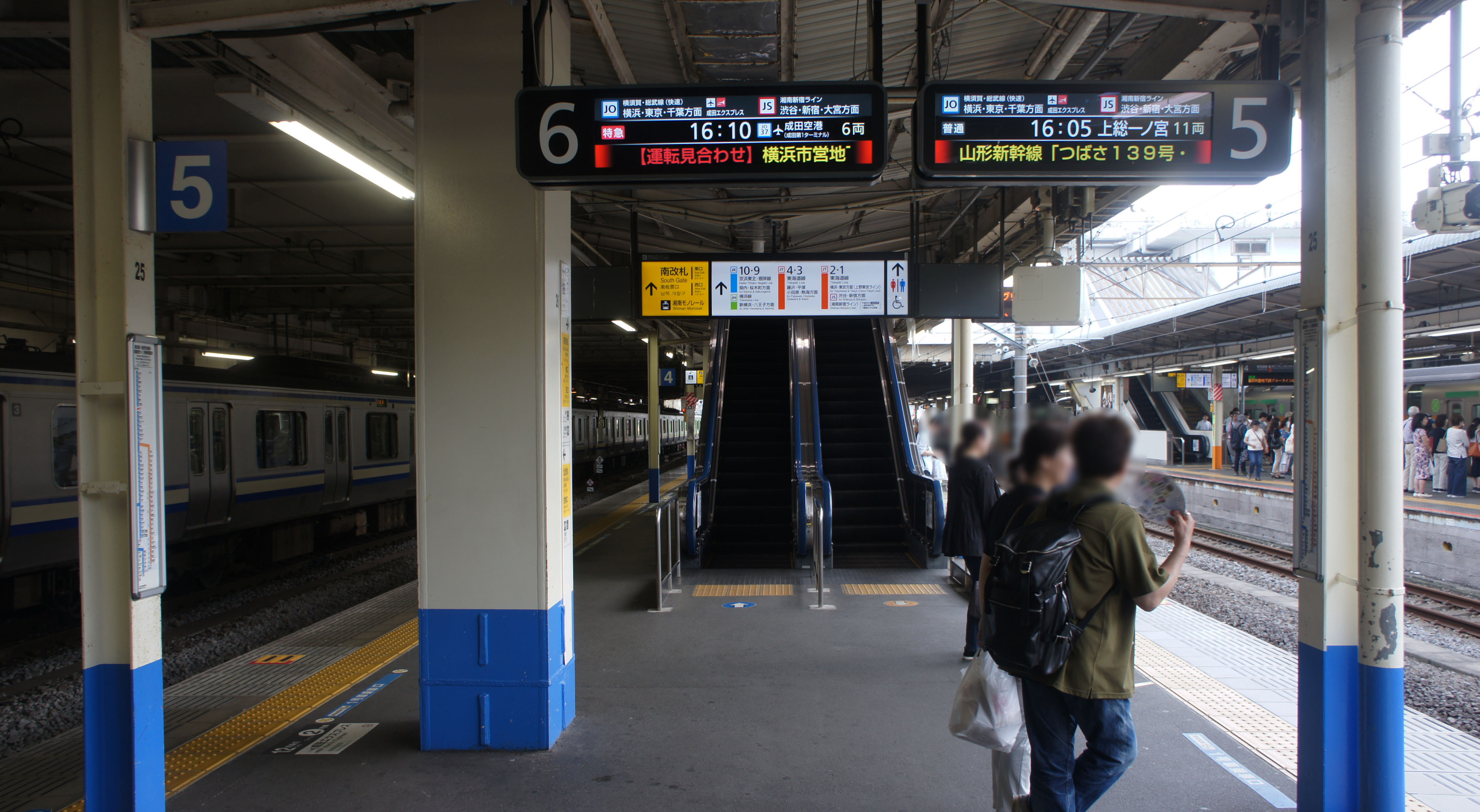
5號與6號月台（2019年6月）
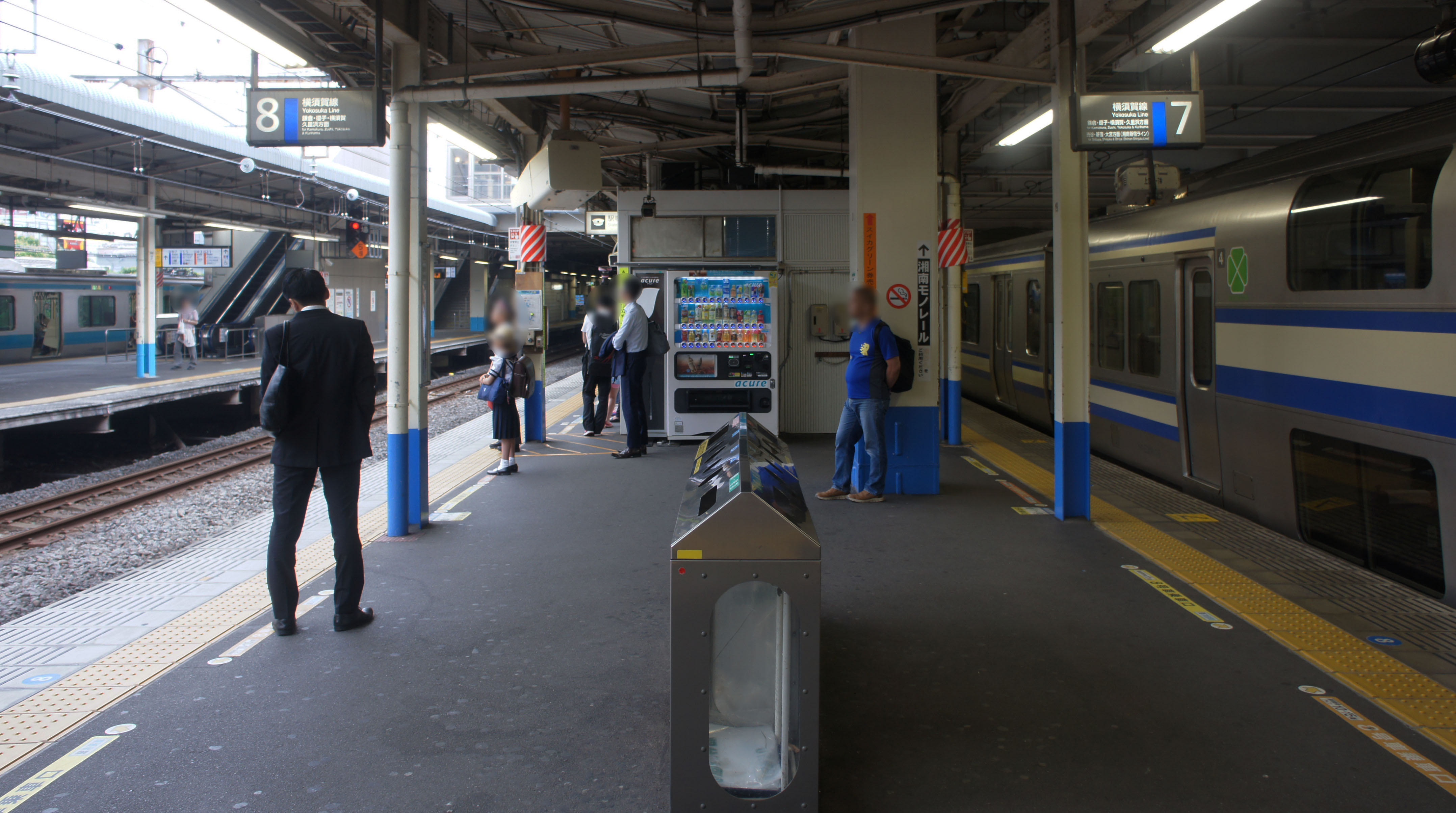
7號與8號月台（2019年6月）
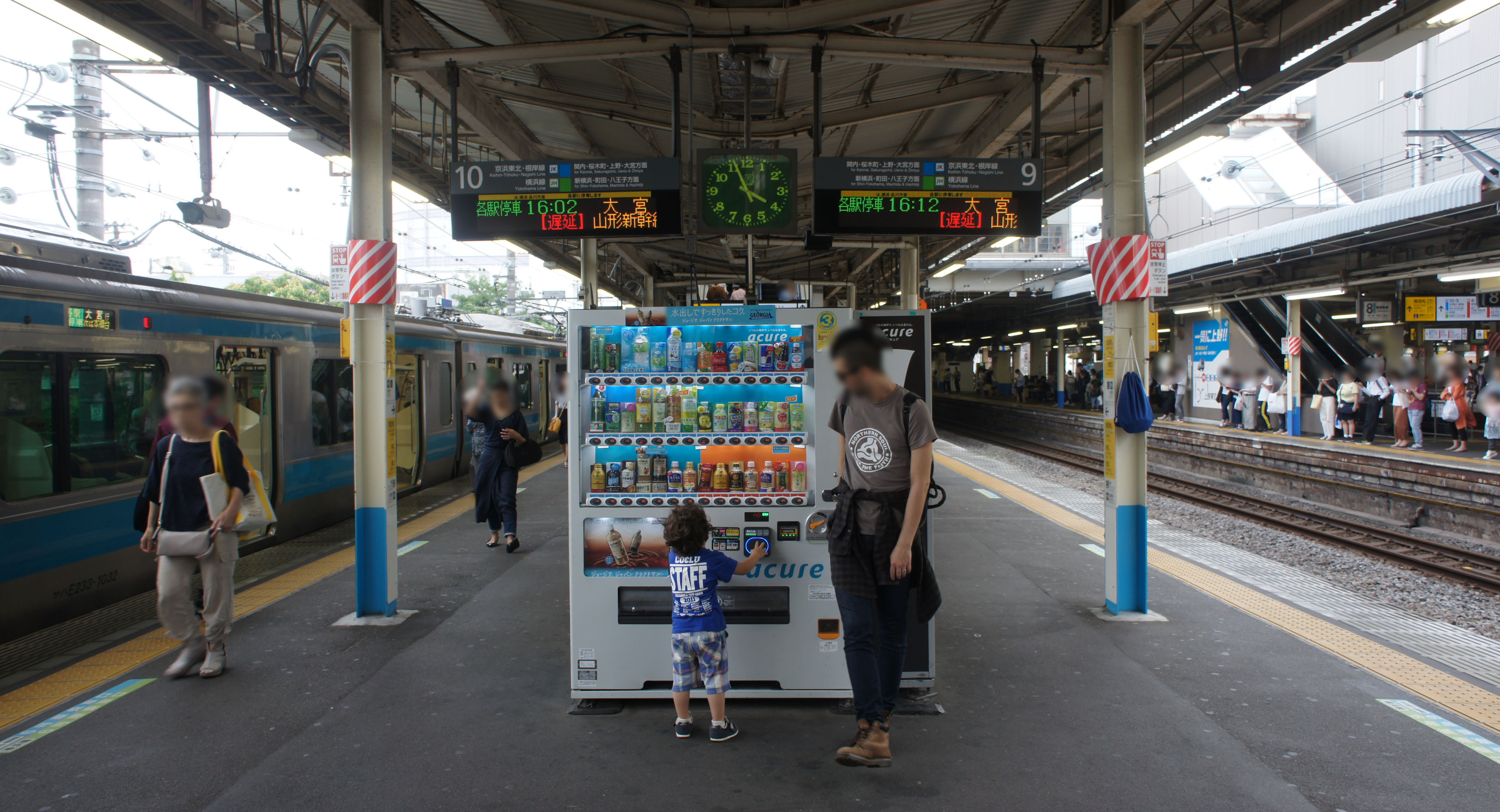
9號與10號月台（2019年6月）

#### 站內設備
- 南剪票口側
  - 東口（上行電扶梯、下行電扶梯、電梯）
  - 西口（上行電扶梯、電梯）
  - 1 - 4號線月台（上行電扶梯）
  - 5 - 10號線月台（上行電扶梯、下行電扶梯）
- 北剪票口側
  - 笠間口（上行電扶梯、下行電扶梯、電梯）
  - 各月台（同上）

#### 貨物線
旅客月台1號線西側有東海道貨物線通過。貨物線上沒有月台，但站區內北側有條可直通根岸線的單線（高架），該線在本站北側1公里處左右跨越東海道線、橫須賀線線路到本鄉台站前方匯入根岸線。

### 湘南單軌電車
港灣式月台2面1線的高架車站。單線軌道的兩邊皆有月台，月台編號東側起依次為1號線、2號線。2號是下車專用月台，1號是登車専用月台。現為湘南單軌電車使用人次最多的車站，有時早晨通勤時段會進行人潮管制。
現在的站房是配合鎌倉市大船站東口第1種市街地再開發事業（第1地區）所重建，採取站前交通廣場與車站大樓一體化的架構，1992年9月竣工。出口位於東側，站房內部有自動售票機、自動驗票閘門、自動精算機以及本路線唯一的定期券售票窗口與商品銷售窗口。站內除了有投幣式置物櫃，還有宅配櫃「樂天BOX」。另外本站也是江之島線唯一設有AED的車站，下車月台設有展示繪畫作品的展示畫廊，站務室有中途站的遠端監視設備。
JR東口可透過車站大樓「LUMINE WING」前往湘南單軌電車車站。

#### 月台配置
| 月台 | 路線      | 目的地                   |
| ---- | --------- | ------------------------ |
| 1    | ■江之島線 | 湘南深澤、湘南江之島方向 |
| 2    | ■江之島線 | 下車月台                 |

- 驗票口（2024年5月）
- 月台（2024年5月）

### Dreamland單軌 （廢止）
1966年5月啟用的Dreamland單軌電車大船線車站位於日本國有鐵道（國鐵）車站北側。
1967年9月停止運行，站舍於1980年代拆除。2003年9月正式廢線，2004年軌道拆除。

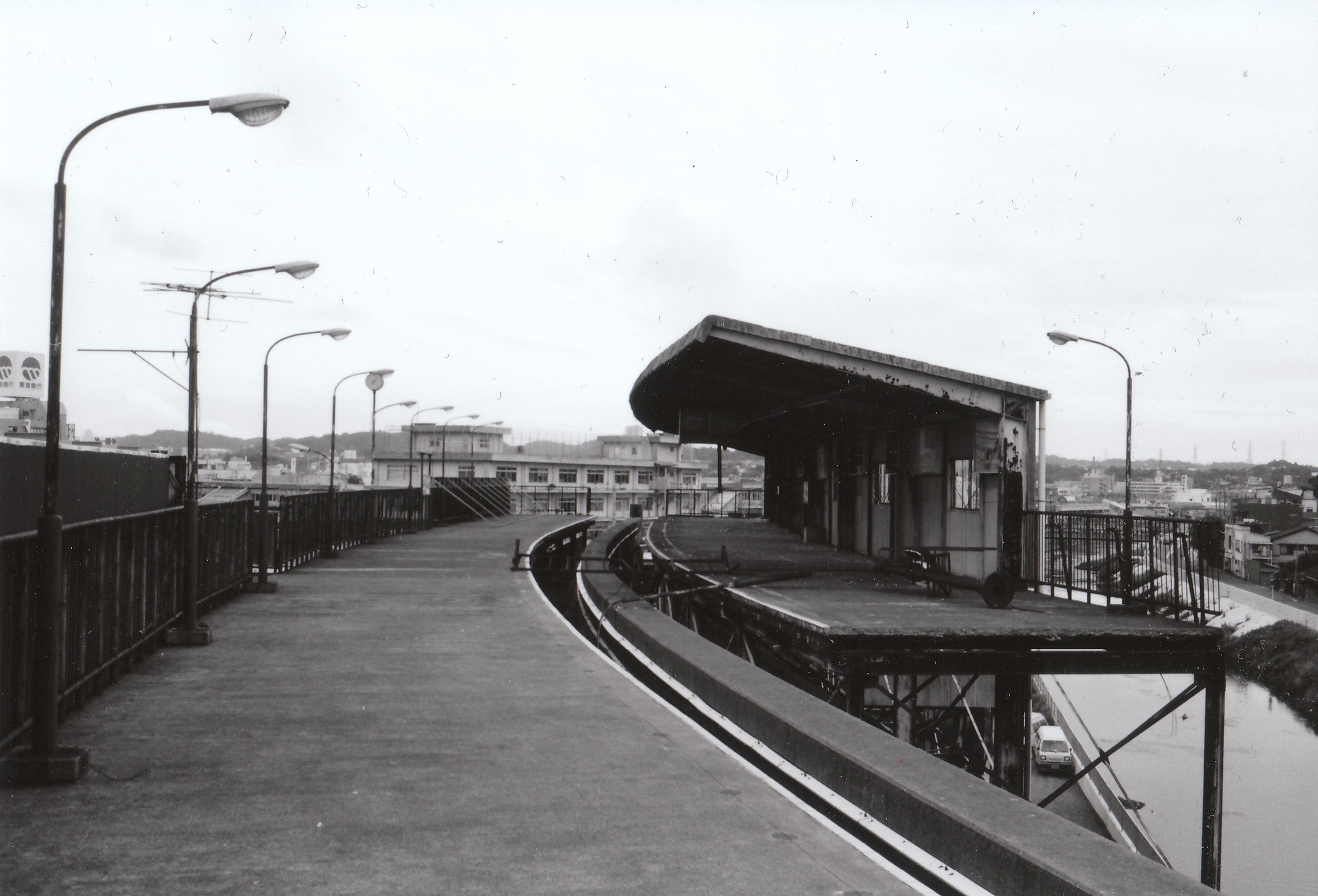
Dreamland單軌電車月台
（1984年攝影，已拆除）

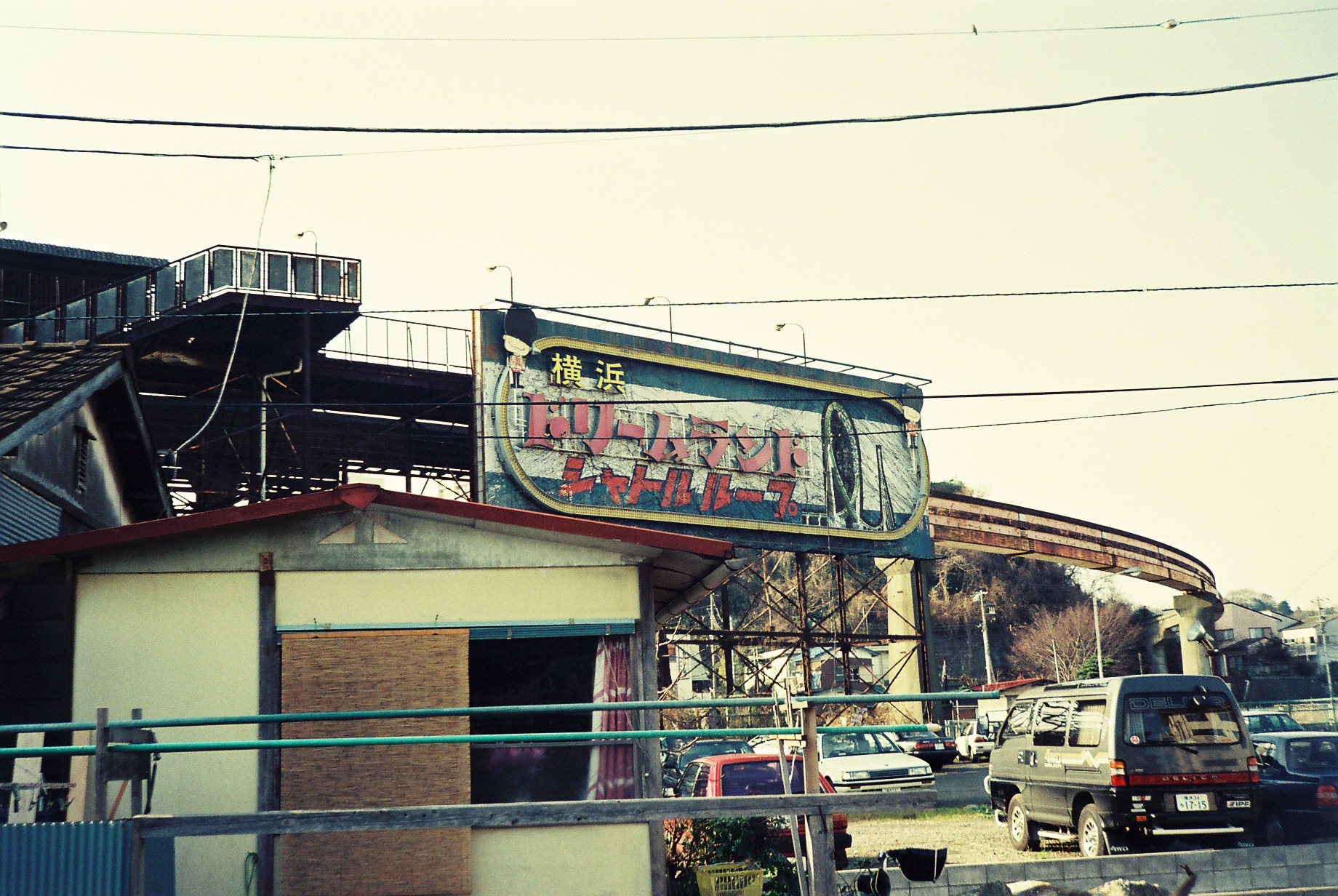
單軌電車車站附近的橫濱Dreamland看板
（1992年攝影，已拆除）

### 專用線（廢止）
過去本站有多條專用線，多為連結舊日本軍軍用設施，之後轉換成民生設施。最後一條專用線大船工場專用線於2006年（平成18年）廢線。
大船工場專用線
前身為橫須賀海軍工廠深澤分工場。路線分岔點在横須賀線北鎌倉側。由於無法從本線直通，因此列車需要先行折返才能前往工場。
住友電工橫濱製作所專用線
從貨物線分出，通往柏尾川對岸住友電工的單線。1984年（昭和59年）廢線，柏尾川的專用橋梁也遭拆除。
住友水泥筒倉専用線
通往住友水泥大船包裝所（大船服務站）的專用線。是從住友電工專用線分出的線路。與住友電工專用線一同廢線。
海軍軍需部大船倉庫專用線
從現在根岸線分出，位於大船工場專用線相反方向。戰後廢止，倉庫用地之後成為1947年（昭和22年）開校的大船中學校。
大船PX（舊第1海軍燃料廠）専用線
與海軍軍需部大船倉庫専用線連結，從笠間口側延伸，跨越砂押川至舊海軍第1海軍燃料廠的線路，戰後成為美軍專用線。1967年（昭和42年）返還日本後廢線。
東洋高壓專用線
不明。從貨物線分岐。貨物業務廢止後廢線。

## 使用情況
- JR東日本 - 2019年度1日平均上車人次為98,926人[利用客数 1]。
該公司的車站當中次於松戶站排行第42位，神奈川縣內次於藤澤站排行第6位。
- 湘南單軌電車 - 2016年度的1日平均上下車人次為27,233人[乗降データ 1]。

### 各年度1日平均上下車人次
近年1日平均上下車人次變化如下（JR除外）。
| 年度               | 湘南 單軌電車      | 湘南 單軌電車 |
| 年度               | 1日平均 上下車人次 | 增加率        |
| ------------------ | ------------------ | ------------- |
| 2002年（平成14年） | 26,124             |               |
| 2003年（平成15年） | 26,130             | 0.0%          |
| 2004年（平成16年） | 26,595             | 1.8%          |
| 2005年（平成17年） | 26,885             | 1.1%          |
| 2006年（平成18年） | 26,711             | −0.6%         |
| 2007年（平成19年） | 26,797             | 0.3%          |
| 2008年（平成20年） | 26,133             | −2.5%         |
| 2009年（平成21年） | 26,126             | −0.0%         |
| 2010年（平成22年） | 25,762             | −1.4%         |
| 2011年（平成23年） | 24,695             | −4.1%         |
| 2012年（平成24年） | 25,539             | 3.4%          |
| 2013年（平成25年） | 25,380             | −0.6%         |
| 2014年（平成26年） | 25,909             | 2.1%          |
| 2015年（平成27年） | 26,727             | 3.2%          |
| 2016年（平成28年） | 27,243             | 1.9%          |
| 2017年（平成29年） | 27,233             | −0.0%         |
| 2018年（平成30年） | 28,438             | 4.4%          |

### 各年度1日平均上車人次
近年1日平均上車人次如下表。
| 年度               | JR東日本 | 湘南單軌電車 | 來源                |
| ------------------ | -------- | ------------ | ------------------- |
| 1995年（平成07年） | 90,769   | 14,782       | [ 乗降データ 4 ]    |
| 1998年（平成10年） | 85,874   | 14,588       | [ 神奈川県統計 1 ]  |
| 1999年（平成11年） | 84,483   | 14,363       | [ 神奈川県統計 2 ]  |
| 2000年（平成12年） | 83,660   | 14,115       | [ 神奈川県統計 2 ]  |
| 2001年（平成13年） | 83,772   | 14,027       | [ 神奈川県統計 3 ]  |
| 2002年（平成14年） | 83,786   | 13,690       | [ 神奈川県統計 4 ]  |
| 2003年（平成15年） | 85,190   | 13,681       | [ 神奈川県統計 5 ]  |
| 2004年（平成16年） | 86,335   | 13,936       | [ 神奈川県統計 6 ]  |
| 2005年（平成17年） | 87,333   | 14,131       | [ 神奈川県統計 7 ]  |
| 2006年（平成18年） | 89,627   | 14,039       | [ 神奈川県統計 8 ]  |
| 2007年（平成19年） | 91,876   | 14,068       | [ 神奈川県統計 9 ]  |
| 2008年（平成20年） | 92,839   | 13,740       | [ 神奈川県統計 10 ] |
| 2009年（平成21年） | 93,343   | 13,753       | [ 神奈川県統計 11 ] |
| 2010年（平成22年） | 93,679   | 13,578       | [ 神奈川県統計 12 ] |
| 2011年（平成23年） | 93,397   | 12,828       | [ 神奈川県統計 13 ] |
| 2012年（平成24年） | 95,317   | 13,199       | [ 神奈川県統計 14 ] |
| 2013年（平成25年） | 97,118   | 13,554       | [ 神奈川県統計 15 ] |
| 2014年（平成26年） | 96,360   | 13,418       | [ 神奈川県統計 16 ] |
| 2015年（平成27年） | 98,803   | 13,880       | [ 神奈川県統計 17 ] |
| 2016年（平成28年） | 99,139   | 14,057       | [ 神奈川県統計 18 ] |
| 2017年（平成29年） | 98,695   | 14,185       | [ 神奈川県統計 19 ] |
| 2018年（平成30年） | 99,944   | 14,374       |                     |
| 2019年（令和元年） | 98,926   |              |                     |

## 車站周邊

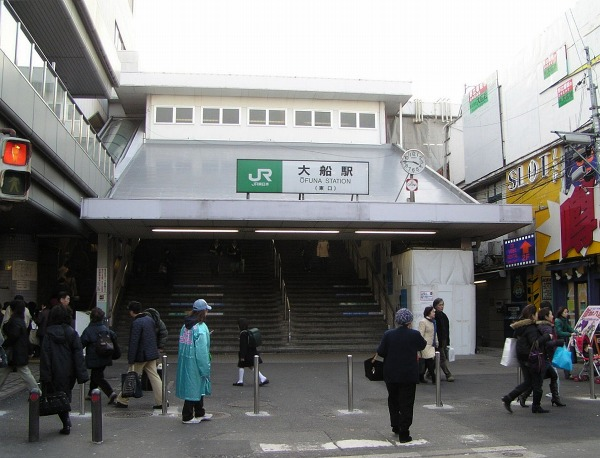
東口（2006年2月3日）

鎌倉市在東口、西口皆有再開發計畫，西口的行人天橋已完成。

### 東口、笠間口側，鎌倉市內
- LUMINE WING（車站大樓）
  - 大船LUMINE WING內郵便局
- 鎌倉市大船行政中心
  - 大船圖書館
- 大船警察署大船站前交番
- 鎌倉市大船消防署
- 大船郵便局（日语：大船郵便局）
- 大船中央醫院（日语：大船中央病院）
- 相鐵FRESA INN（日语：相鉄ホテルマネジメント）鎌倉大船
- 代代木講座（日语：代々木ゼミナール）湘南校區
- JR東日本鐮倉大船METS飯店（日语：JR東日本ホテルメッツ）
- 京急交通（日语：京急交通）本社
- 西友大船店
- 伊藤洋華堂大船店
- BOOKOFF（日语：ブックオフコーポレーション） SUPER BAZAAR鎌倉大船
- 松竹大船攝影所（日语：松竹大船撮影所）舊址
  - 現為鎌倉藝術館（日语：鎌倉芸術館）與鎌倉女子大學大船校區。
- 芝浦Mechatronics（日语：芝浦メカトロニクス）橫濱事業所（部分在橫濱市內）
- 三菱電機情報技術綜合研究所、設計研究所
- 神奈川中央交通（日语：神奈川中央交通）大船東口服務中心
- 鎌倉市立大船中學校
- 鎌倉市立大船小學校

### 西口側，鎌倉市內
- 神奈川縣立花卉中心大船植物園（日语：神奈川県立フラワーセンター大船植物園）
- 大船觀音（日语：大船観音寺）
- 榮光學園中學校、高等學校（日语：栄光学園中学校・高等学校）
- 神奈川中央交通大船西口服務中心

### 西口側，橫濱市榮區內
- 住友電工橫濱製作所
- 尼康橫濱製作所

## 巴士路線

### 大船站（東口交通總站、LUMINE側巴士總站）
江之電巴士、京濱急行巴士、湘南京急巴士、南海巴士
- 1號乘車處
  - 往上大岡站（江之電） ※僅鎌倉站首班車停車，大船站首班車在東口巴士總站發車。

- - 往本鄉台站（江之電）
  - 往平島（日语：江ノ電バス横浜・鎌倉営業所）（江之電）
  - 往雲雀丘（江之電）
- 2號乘車處
  - 往藤澤站北口（經四季之杜）（江之電）
  - 往藤澤站南口（經手廣）（江之電） ※僅早晚
  - 往江之島（經手廣、津村）（江之電）
  - 往津村（經手廣）（江之電）
  - 往湘南車庫（日语：江ノ電バス藤沢・湘南営業所）（江之電）
  - 新鎌倉山循環（經手廣、津村）（江之電）
- 3號乘車處
  - 船2 往梶原（經深澤）（京急）
  - 船3 往梶原（經深澤、富士見台）（京急）
  - 船7 往鎌倉站（經深澤）（京急）
  - 船8 往鎌倉站（經深澤、梶原）（京急）
- 4號乘車處
  - 船4 往鎌倉山（日语：鎌倉山）（經深澤）（京急）
  - 船5 往諏訪谷（經深澤、鎌倉山経由）（京急）
  - 船6 往江之島（經深澤、鎌倉山、諏訪谷）（京急）
  - 船9 往鎌倉站（經深澤、鎌倉山）（京急） ※週六日僅夜間
- 5號乘車處
  - 鎌倉湖畔循環（經常樂寺／經大船中央醫院前、常樂寺／經資生堂前）（江之電）
- 6號乘車處
  - 往鎌倉站（經常樂寺／勤勞會館、北鎌倉）（江之電） ※僅周六日經勤勞會館、北鎌倉
  - 往高野台（經勤勞會館）（江之電）
  - 急行 往大船高校（日语：神奈川県立大船高等学校） (經勤勞會館）（江之電） ※僅平日早晨。中途不停
  - 小袋谷（日语：小袋谷）循環（江之電） ※僅早晨
  - 高速夜行 往JR堺市站前（經京都站、OCAT、難波高速巴士總站、南海堺站前、南海堺東站前）（江之電、南海巴士）
- 7號乘車處
  - 船50 往山之上圓環、桔梗山（京急）
  - 往羽田機場（京急、江之電）

### 大船站（東口巴士總站、Oh!Plaza側巴士總站）
神奈川中央交通、江之電巴士
由於站前再開發未有進展重新整備，2019年（平成31年）3月16日起改為出口在北側交差點的周回型（出口側起為１號→４號乘車處）。1983年（昭和58年）4月巴士總站開設時是出口在南側交差點的單向型（出口側起起為１號→４號乘車處）。
- 1號乘車處　　（← 舊4號乘車處）
  - 船05 往上大岡站（神奈中）
  - 往上大岡站（江之電） ※本處始發的班次系統編號共用「船05」。鎌倉站發車班次亦停靠本站。
  - 船19 往港南台站（神奈中） ※假日一班
  - 船20 往櫻木町站（經上大岡站、羽衣町）（神奈中）
  - 往橫濱站（經上大岡站、日之出町）（江之電）
  - 往平島（江之電）
- 2號乘車處　　（← 舊2號乘車處）
  - 船11 往上之（經桂台中央、犬山）（神奈中）
  - 往戶塚站（經飯島上町）（江之電）
- 株式會社共同
  - 小雀乘合巴士小雀號（日语：こすずめ号）乘車處
    - 戶塚區小雀町方向（使用公共小型巴士）
- 3號乘車處　　（← 舊1號乘車處）
  - 船13 榮區役所前循環（神奈中） ※假日一班
  - 船14 往湘南Heights（神奈中）
  - 船16 往本鄉車庫（日语：神奈川中央交通横浜営業所）前（經公田團地）（神奈中） ※僅夜間
  - 船17 往公田團地（神奈中）
  - 船24 湘南Heights循環（神奈中） ※僅平日午間
  - 船91 往上鄉Neopolis（經公田團地、本鄉車庫前）（神奈中）※深夜巴士僅平日、週六
- 4號乘車處　　（← 舊3號乘車處）
  - 船07 往榮游泳池（經本郷車庫前）（神奈中） ※1日1班
  - 船08 往金澤八景站（同上）（神奈中）
  - 船09 往綠丘（同上）（神奈中）
  - 船15 往本鄉車庫前（神奈中）

### 大船站西口
神奈川中央交通
- 1號乘車處
  - 船31 往慈眼寺（經渡內、柄澤）  ※僅平日傍晚回程
  - 船32 往藤澤站北口（經渡內）
  - 船101 城廻中村循環
  - 船102 往城廻中村
- 2號乘車處
  - 船33 往藤澤站北口（經植木谷戶、關谷交流道）
  - 船34 往南岡本
- 3號乘車處
  - 船35 往清泉女學院（經榮光學園前）
- 4號乘車處
  - 船37 往清泉女學院（日语：清泉女学院中学高等学校）（經田谷）
  - 船48 急行 往公文國際學園（日语：公文国際学園中等部・高等部）
  - 船65 往藤澤站北口（經田谷、公文國際學園、原宿四角） ※僅平日早晨
  - 戸71 往戶塚巴士中心（經田谷、金井） ※僅傍晚、夜間
  - 戸72 往戶塚巴士中心（經田谷、金井、Hills南戶塚） ※僅早晨、午間
- 5號乘車處
  - 船21 往立場總站（經田谷、原宿四角） ※僅平日早晨
  - 船22 往立場總站（經田谷、原宿四角、俣野公園、橫濱藥大前）
  - 船24 往俣野公園（日语：俣野公園野球場）、橫濱藥大前（經田谷、原宿四角）
  - 船25 往ドリームハイツ行（經田谷、原宿四角、俣野公園、橫濱藥大前）
- 6號乘車處
  - 船27 住友電工循環 ※僅平日早晨傍晚，早晨往住友電工方向，傍晚往田谷方向

## 相鄰車站
東日本旅客鐵道
 東海道線
- 特急「舞孃」「湘南」部分停車站（「Saphir踴子」通過，、新宿起訖的「湘南」不經本站）

■快速「ACTY」、■普通
戶塚（JT 06）－大船（JT 07）－藤澤（JT 08）
 橫須賀線（東京站 - 本站間的線籍屬東海道本線）
- 特急「成田特快」停車站

■普通
戶塚（JO 10）－大船（JO 09）－北鎌倉（JO 08）
 湘南新宿線
■特別快速、■快速（全部列車為高崎線－東海道線直通）
戶塚（JS 10）－大船（JS 09）－藤澤（JT 08）
■普通（宇都宮線－橫須賀線直通）
戶塚（JS 10）－大船（JS 09）－北鎌倉（JS 08）
 根岸線　
■快速、■各站停車
本鄉台（JK 02）－大船（JK 01）
東海道貨物線
橫濱羽澤－（東戶塚）－大船－藤澤
 湘南單軌電車
■江之島線
大船（SMR1）－富士見町（SMR2）

### 曾經存在的路線
夢幻開發
夢幻樂園線
大船－（小雀信號所）－夢幻樂園

## 外部連結
- 車站資訊（大船）：東日本旅客鐵道
- 湘南單軌電車 車站資訊（页面存档备份，存于）
- http://www.luminewing.co.jp/（页面存档备份，存于）（日語）

35°21′13.8″N 139°31′52.4″E / 35.353833°N 139.531222°E